# Лейні Тейлор
Лейні Тейлор (англ. Laini Taylor) — американська письменниця у жанрі фентезі. Насамперед відома як авторка трилогії «Донька диму й кісток» (2011—2014).

## Біографія
Народилася 11 грудня 1971 року в місті Чіко, Каліфорнія, США. Батько Лейні та її брата й сестри був військовим, тому дитинство вони провели в Італії, Бельгії, Вірджинії, Каліфорнії та на Гаваях. З раннього віку Лейні мріяла стати письменницею. 1989 року закінчила середню школу в окрузі Орендж, а тоді вступила до Університету Каліфорнії, де 1994 року здобула ступінь бакалавра з англійської мови та літератури. В Університеті Пітсбурга здобула магістра мистецтв у  творчому письмі.
Після університету працювала редакторкою у видавництві «Lonely Planet», продавчинею книг та дизайнеркою. 2001 року вийшла заміж за ілюстратора Джима Ді Бартоло. Має дочку — Клементін Пай. Разом зі своєю сім'єю проживає в Портленді, Орегон, США.

## Кар'єра
Дебютувала як письменниця 2004 року, видавши свою першу книгу — графічний роман «Потоплені» (ілюстрації намалював чоловік письменниці). 2007 року світ побачив її перший роман у жанрі фентезі «Провісник пітьми», який започаткував книжкову серію «Феї лісу Темних снів» та отримав позитивну оцінку як критиків, так і читачів. Друга ж частина серії вийшла 2009 року та мала назву «Шовковий співак». Ба більше, книга принесла авторці премію «Сибіл».
Письменниця, однак, стала відомою завдяки фентезійній серії книг «Дочка диму та кісток», про блакитноволосу художницю з Праги, яка дізнається про війну ангелів і химер в іншому світі. Серія складається з трьох романів: «Дочка диму та кісток» (2011), «Дні крові та світла зірок» (2012), «Сни богів та чудовиськ» (2014) й ілюстрованої чоловіком новели «Вечір торта та маріонеток» (2013). Права на екранізацію викупила студія Universal Pictures.
У 2017 вийшла перша частина дилогії «Мрійник Стрендж», у 2018 її продовження — «Муза кошмарів», у яких молодий бібліотекар вирушає до Небаченого Міста, щоб врятувати його від загрози, що нависла над ним. "Мрійник Стрендж" отримав премію Прінтца.
У 2024 році авторка повідомила про рукопис свого "першого дорослого роману", який теж буде в жанрі фентезі, але не пов'язаний з рештою книг.

### Дочка диму та кісток
- 2011 — «Дочка диму та кісток» (англ. Daughter of Smoke and Bone)
- 2012 — «Дні крові та світла зірок» (англ. Days of Blood and Starlight)
- 2013 — новела «Вечір торта та ляльок» (англ. Night of Cake and Puppets)
- 2014 — «Сни богів та чудовиськ» (англ. Dreams of Gods and Monsters)

### Феї лісу Темних снів
- 2007 — «Провісник пітьми» (англ. Dreamdark: Blackbringer)
- 2009 — «Шовковий співак» (англ. Dreamdark: Silksinger)

### Мрійник Стрендж
- 2017 — «Мрійник Стрендж» (англ. Strange the Dreamer)
- 2018 — «Муза кошмарів» (англ. The Muse of Nightmares)

### Оповідання
- 2000 — «Весілля в Есперанзі» (англ. The Wedding at Esperanza) у складі збірки «Найкраще фентезі та жахів року: тринадцята щорічна збірка» (англ. The Year's Best Fantasy and Horror: Thirteenth Annual Collection)
- 2009 — «Доторк губ: Тричі» (англ. Lips Touch: Three Times) — збірка з трьох розповідей, ілюстратор Джім Ді Бартоло
- 2010 — Оповідання у складі збірки «Зламані байки» (англ. Fractured Fables)
- 2012 — «Джентльмени надсилають фантомів» (англ. Gentlemen send phantoms) у складі збірки «Передбачено: 14 розповідей про пророцтва та передбачення» (англ. Foretold: 14 Tales of Prophecy and Prediction)
- 2014 — «Дівчина, яка пробудила Мрійника» (англ. The Girl Who Woke the Dreamer) у складі збірки «12 розповідей про справжнє кохання» (англ. My True Love Gave to Me: Twelve Holiday Stories)

### Графічні романи
- 2004 — «Потоплені» (англ. The Drowned), ілюстратор Джим Ді Бартоло

## Українські видання
У 2021 році Vivat випустив першу книгу дилогії "Мрійник Стрендж" у перекладі Тетяни Іванової. У 2025 році виходить перша книга трилогії "Донька диму і кісток" у перекладі Ангеліни Медведєвої. 